# 第48届格莱美奖
第48届颁奖典礼在2006年2月9日于美国洛杉矶的斯台普斯中心举行。

## 得奖者列表
- 年度最佳专辑
  - U2乐团《How To Dismantle An Atomic Bomb》

- 年度最佳唱片
  - Green Day《Boulevard Of Broken Dreams》

- 年度最佳歌曲
  - U2乐团《Sometimes You Can't Make It On Your Own》

- 年度最佳新人
  - 約翰傳奇（John Legend）

### 流行乐
- 最佳流行演唱专辑
  - 凯莉·克莱克森（Kelly Clarkson）《美夢成真》（Breakaway）

- 最佳流行演唱男歌手
  - 史提夫·汪达（Stevie Wonder）

- 最佳流行演唱女歌手
  - 凯莉·克莱克森（Kelly Clarkson）

- 最佳流行演唱双人组或团体
  - 魔力紅（Maroon 5）

- 最佳流行合唱演出
  - 街頭霸王（Gorillaz）与迪拉索（De La Soul）《Feel Good Inc.》

### 舞曲
- 最佳舞曲录音
  - 化學兄弟（The Chemical Brothers）《Galvanize》

- 最佳电子乐曲或舞曲专辑
  - 化學兄弟（The Chemical Brothers）《Push The Button》

- 最佳摇滚专辑
  - U2乐团《How To Dismantle An Atomic Bomb》

- 最佳摇滚歌曲
  - U2乐团《City Of Blinding Lights》

- 最佳摇滚单人演唱
  - 布鲁斯·史普林斯汀（Bruce Springsteen）

- 最佳摇滚双人或团体演唱
  - U2乐团

- 最佳硬式摇滚演出
  - 墮落體制（System Of A Down）

- 最佳金属摇滚演出
  - 活结乐队（Slipknot）

### 蓝调
- 最佳节奏蓝调专辑
  - 約翰傳奇（John Legend）《Get Lifted》

- 最佳现代节奏蓝调专辑
  - 玛丽亚·凯莉（Mariah Carey）《天后再临》（The Emancipation Of Mimi）

- 最佳节奏蓝调歌曲
  - 玛丽亚·凯莉（Mariah Carey）《We Belong Together》

- 最佳节奏蓝调演唱男歌手
  - 約翰傳奇（John Legend）

- 最佳节奏蓝调演唱女歌手
  - 玛丽亚·凯莉（Mariah Carey）

- 最佳节奏蓝调双人或团体演唱
  - 碧昂丝（Beyonce）与史提夫·汪达（Stevie Wonder）

- 最佳传统节奏蓝调歌唱演出
  - 艾瑞莎·法兰克林（Aretha Franklin）

### 饶舌乐
- 最佳饶舌专辑
  - 肯伊·威斯特（Kanye West）《Late Registration》

- 最佳饶舌歌曲
  - 肯伊·威斯特（Kanye West）《Diamonds From Sierra Leone》

- 最佳饶舌单人演出
  - 肯伊·威斯特（Kanye West）

- 最佳饶舌双人组或团体演出
  - 黑眼豆豆合唱團（Black Eyed Peas）

- 最佳饶舌合唱演出
  - Jay-Z与联合公园乐团（Linkin Park）《Numb/Encore》

### 乡村
- 最佳乡村专辑
  - 艾莉森·克劳斯（Alison Krauss）与聯合車站（Union Station）《Lonely Runs Both Ways》

- 最佳乡村歌曲
  - 雷可福磊斯（Rascal Flatts）《Bless The Broken Road》

- 最佳乡村演唱男歌手
  - 凯斯·厄尔班（Keith Urban）

- 最佳乡村演唱女歌手
  - 愛美蘿·哈里斯（Emmylou Harris）

- 最佳乡村双人或团体演唱
  - 艾莉森·克劳斯（Alison Krauss）与聯合車站（Union Station）

- 最佳乡村合唱演出
  - 菲丝·希尔（Faith Hill）与蒂姆·麦格罗（Tim McGraw）

## 资料来源
- 格莱美奖官方網站 （页面存档备份，存于）